# Sebastes
Sebastes es un género de peces de la familia Sebastidae, del orden Scorpaeniformes. Este género marino fue descrito científicamente por Georges Cuvier en 1829.
Los restos fósiles se remontan al Mioceno de California y Japón.
Varias especies se valoran por su uso deportivo y comercial. Algunas han sido pescadas en exceso y hoy se controla su pesca en algunos lugares.

## Especies
Especies reconocidas:
- Sebastes aleutianus (D. S. Jordan & Evermann, 1898)
- Sebastes alutus (C. H. Gilbert, 1890)
- Sebastes atrovirens (D. S. Jordan & C. H. Gilbert, 1880)
- Sebastes auriculatus Girard, 1854
- Sebastes aurora (C. H. Gilbert, 1890)
- Sebastes babcocki (W. F. Thompson, 1915)
- Sebastes baramenuke (Wakiya, 1917)
- Sebastes borealis Barsukov, 1970
- Sebastes brevispinis (T. H. Bean, 1884)
- Sebastes capensis (J. F. Gmelin, 1789)
- Sebastes carnatus (D. S. Jordan & C. H. Gilbert, 1880)
- Sebastes caurinus J. Richardson, 1844
- Sebastes chlorostictus (D. S. Jordan & C. H. Gilbert, 1880)
- Sebastes chrysomelas (D. S. Jordan & C. H. Gilbert, 1881)
- Sebastes ciliatus (Tilesius, 1813)
- Sebastes constellatus (D. S. Jordan & C. H. Gilbert, 1880)
- Sebastes cortezi (Beebe & Tee-Van, 1938)
- Sebastes crameri (D. S. Jordan, 1897)
- Sebastes dallii (C. H. Eigenmann & Beeson, 1894)
- Sebastes diaconus Frable, D. W. Wagman, Frierson, A. Aguilar & Sidlauskas, 2015[3]
- Sebastes diploproa (C. H. Gilbert, 1890)
- Sebastes elongatus Ayres, 1859
- Sebastes emphaeus (Starks, 1911)
- Sebastes ensifer L. C. Chen, 1971
- Sebastes entomelas (D. S. Jordan & C. H. Gilbert, 1880)
- Sebastes eos (C. H. Eigenmann & R. S. Eigenmann, 1890)
- Sebastes exsul L. C. Chen, 1971
- Sebastes fasciatus D. H. Storer (fr), 1854
- Sebastes flammeus (D. S. Jordan & Starks, 1904)
- Sebastes flavidus (Ayres, 1862)
- Sebastes gilli (R. S. Eigenmann, 1891)
- Sebastes glaucus Hilgendorf, 1880
- Sebastes goodei (C. H. Eigenmann & R. S. Eigenmann, 1890)
- Sebastes helvomaculatus Ayres, 1859
- Sebastes hopkinsi (Cramer, 1895)
- Sebastes hubbsi (Matsubara, 1937)
- Sebastes ijimae (D. S. Jordan & Metz, 1913)
- Sebastes inermis G. Cuvier, 1829
- Sebastes iracundus (D. S. Jordan & Starks, 1904)
- Sebastes itinus (D. S. Jordan & Starks, 1904)
- Sebastes jordani (C. H. Gilbert, 1896)
- Sebastes joyneri Günther, 1878
- Sebastes kiyomatsui Y. Kai & Nakabo, 2004
- Sebastes koreanus I. S. Kim & W. O. Lee, 1994
- Sebastes lentiginosus L. C. Chen, 1971
- Sebastes levis (C. H. Eigenmann & R. S. Eigenmann, 1889)
- Sebastes longispinis (Matsubara, 1934)
- Sebastes macdonaldi (C. H. Eigenmann & Beeson, 1893)
- Sebastes maliger (D. S. Jordan & C. H. Gilbert, 1880)
- Sebastes matsubarai Hilgendorf, 1880
- Sebastes melanops Girard, 1856
- Sebastes melanosema R. N. Lea & Fitch, 1979
- Sebastes melanostictus (Matsubara, 1934)
- Sebastes melanostomus (C. H. Eigenmann & R. S. Eigenmann, 1890)
- Sebastes mentella Travin, 1951
- Sebastes miniatus (D. S. Jordan & C. H. Gilbert, 1880)
- Sebastes minor Barsukov, 1972
- Sebastes moseri Eitner, 1999
- Sebastes mystinus (D. S. Jordan & C. H. Gilbert, 1881)[3]
- Sebastes nebulosus Ayres, 1854
- Sebastes nigrocinctus Ayres, 1859
- Sebastes nivosus Hilgendorf, 1880
- Sebastes norvegicus (Ascanius, 1772)
- Sebastes notius L. C. Chen, 1971
- Sebastes nudus Matsubara, 1943
- Sebastes oblongus Günther, 1877
- Sebastes oculatus Valenciennes, 1833
- Sebastes ovalis (Ayres, 1862)
- Sebastes owstoni (D. S. Jordan & W. F. Thompson, 1914)
- Sebastes pachycephalus Temminck & Schlegel, 1843
  - S. p. chalcogrammus Matsubara, 1943
  - S. p. nigricans (P. Y. Schmidt, 1930)
  - S. p. pachycephalus Temminck & Schlegel, 1843
- Sebastes paucispinis Ayres, 1854
- Sebastes peduncularis L. C. Chen, 1975
- Sebastes phillipsi (Fitch, 1964)
- Sebastes pinniger (T. N. Gill, 1864)
- Sebastes polyspinis (Taranetz & Moiseev, 1933)
- Sebastes proriger (D. S. Jordan & C. H. Gilbert, 1880)
- Sebastes rastrelliger (D. S. Jordan & C. H. Gilbert, 1880)
- Sebastes reedi (Westrheim & Tsuyuki, 1967)
- Sebastes rosaceus Ayres, 1854
- Sebastes rosenblatti L. C. Chen, 1971
- Sebastes ruberrimus (Cramer, 1895)
- Sebastes rubrivinctus (D. S. Jordan & C. H. Gilbert, 1880)
- Sebastes rufinanus R. N. Lea & Fitch, 1972
- Sebastes rufus (C. H. Eigenmann & R. S. Eigenmann, 1890)
- Sebastes saxicola (C. H. Gilbert, 1890)
- Sebastes schlegelii Hilgendorf, 1880
- Sebastes scythropus (D. S. Jordan & Snyder, 1900)
- Sebastes semicinctus (C. H. Gilbert, 1897)
- Sebastes serranoides (C. H. Eigenmann & R. S. Eigenmann, 1890)
- Sebastes serriceps (D. S. Jordan & C. H. Gilbert, 1880)
- Sebastes simulans (T. N. Gill, 1864)[4]
- Sebastes simulator L. C. Chen, 1971
- Sebastes sinensis (C. H. Gilbert, 1890)
- Sebastes spinorbis L. C. Chen, 1975
- Sebastes steindachneri Hilgendorf, 1880
- Sebastes taczanowskii Steindachner, 1880
- Sebastes thompsoni (D. S. Jordan & C. L. Hubbs, 1925)
- Sebastes trivittatus Hilgendorf, 1880
- Sebastes umbrosus (D. S. Jordan & C. H. Gilbert, 1882)
- Sebastes variabilis (Pallas, 1814)
- Sebastes variegatus Quast, 1971
- Sebastes varispinis L. C. Chen, 1975
- Sebastes ventricosus Temminck & Schlegel, 1843
- Sebastes viviparus Krøyer, 1845
- Sebastes vulpes Döderlein (de), 1884
- Sebastes wakiyai (Matsubara, 1934)
- Sebastes wilsoni (C. H. Gilbert, 1915)
- Sebastes zacentrus (C. H. Gilbert, 1890)
- Sebastes zonatus L. C. Chen & Barsukov, 1976